# Bocznik

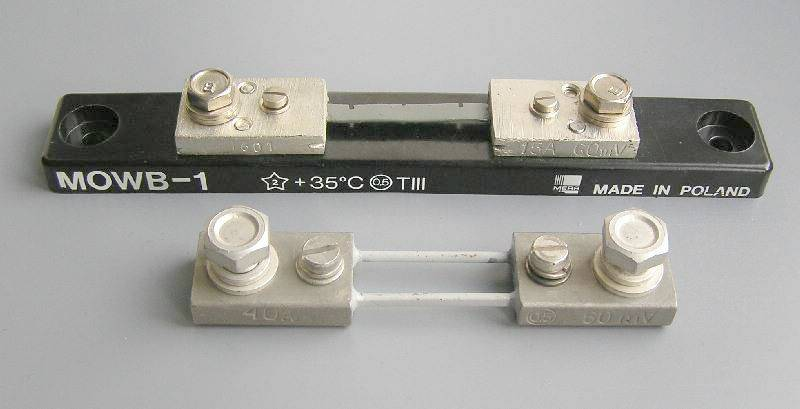
Boczniki 15A i 40A

Bocznik – specjalny opornik pozwalający na pomiar dużych wartości prądu. Stosowany do pomiarów prądu stałego i zmiennego (w zależności od stosowanego miernika).
Bocznik może być wewnętrzny lub zewnętrzny. Wewnętrzny jest zabudowany w mierniku, stosowany do pomiaru mniejszych prądów rzędu kilku, kilkunastu amperów, zaś zewnętrzny wykorzystywany jest do pomiaru prądu od kilkunastu amperów (15 A) do kilku tysięcy amperów.
Podstawowe dane znamionowe bocznika to:
- prąd znamionowy (15, ... 100, ... 2000, ... A);
- znamionowy spadek napięcia (najczęściej 60 mV, rzadko 30, 45, 100 mV);
- klasa dokładności (od 0,02 do 1; najczęściej 0,5).

Bocznik posiada cztery zaciski: dwa (zewnętrzne) do podłączenia toru prądowego, oraz dwa (wewnętrzne) do mierzenia spadku napięcia. Z bocznikiem współpracuje miliwoltomierz wyskalowany w miliwoltach i podłączony do zacisków (wewnętrznych) mierzących spadek napięcia ΔU na boczniku.
{\displaystyle U=I\cdot R}
Ponieważ rezystancja R bocznika jest stała, spadek napięcia jest wprost proporcjonalny do przepływającego przez bocznik prądu I.

## Bocznik przy pomiarze prądów udarowych o bardzo dużej wartości
Boczniki w połączeniu z oscyloskopem umożliwiają rejestrację przebiegu prądu impulsowego i udarowego o bardzo dużych wartościach rzędu kilkudziesięciu do kilkuset kA. Napięcie na zaciskach bocznika można opisać równaniem:
{\displaystyle U=I\cdot R+L{\frac {\partial I}{\partial t}}}
Budowane są specjalne konstrukcje tzw. boczników bezindukcyjnych, które mają w określonym zakresie częstotliwości liniową zależność U = f(I). Są to tzw. boczniki koncentryczne, umożliwiające pomiary prądów impulsowych o częstotliwościach impulsów do kilkuset MHz. Mają one bardzo małą rezystancję, rzędu mikroomów i opóźnienie fazowe rzędu nanosekund. Pozwala to na bardzo dokładne odwzorowanie przebiegu badanego prądu. Oscyloskop rejestruje wartość napięcia którą łatwo można przeliczyć na wartość prądu, dzieląc ją przez wartość rezystancji bocznika. W ten sposób uzyskuje się wykres zależności przebiegu prądu w czasie I = f(t).